# Loma Mulato
Loma Mulato är en ort i Mexiko.   Den ligger i kommunen Omealca och delstaten Veracruz, i den sydöstra delen av landet, 280 km öster om huvudstaden Mexico City. Loma Mulato ligger 204 meter över havet och antalet invånare är 506.
Terrängen runt Loma Mulato är platt, och sluttar brant österut. Runt Loma Mulato är det ganska tätbefolkat, med 70 invånare per kvadratkilometer. Närmaste större samhälle är Cuitláhuac, 16,1 km nordväst om Loma Mulato. Trakten runt Loma Mulato består till största delen av jordbruksmark.